# Stayer

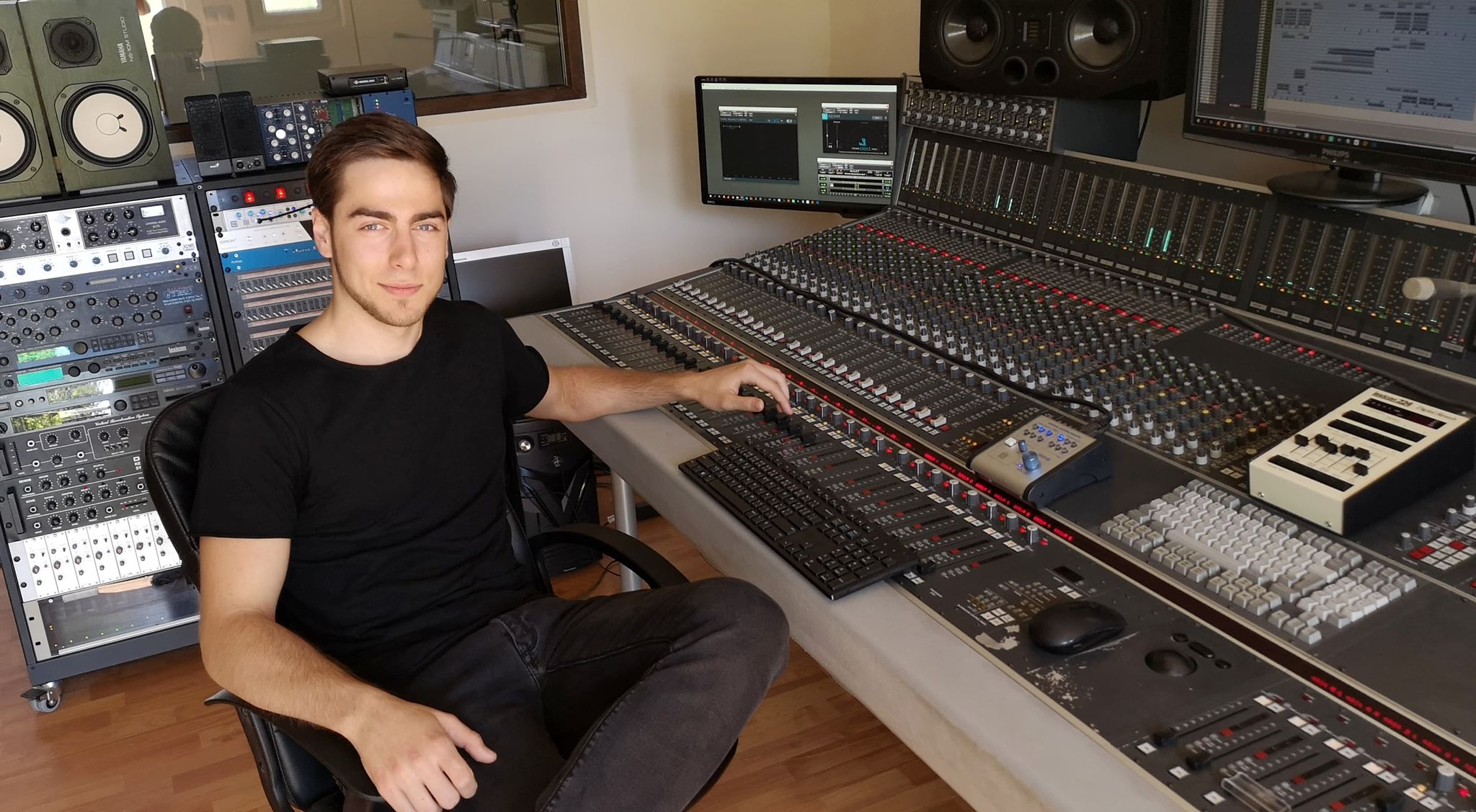
Stayer at AudioGarden studio

Michal Brabec (* 2. června 1996 Praha), známější pod pseudonymem Stayer, je DJ a producent elektronické hudby (EDM – zejména bigroom, electro, progressive a později slap house).

## Biografie
Svou kariéru odstartoval ještě na základní škole, v roce 2011, díky náklonnosti k hudbě a zalíbení v audio technice. Již v roce 2012 (ve svých 16 letech) poprvé hrál v klubu jako DJ. Během krátké doby prošel několika menšími pražskými kluby a bary až se dostal do „P.M. Club“, kde se ještě koncem roku 2012 stal rezidentem a začal pravidelně hrát party i pro 1000 lidí.
První zahraniční tour na sebe nedalo dlouho čekat, když v létě 2013 vystoupil hned v 5 klubech (B.E.D., S.O.S., Palazzo, Crossroad, Cargo) na řeckém Korfu. Další zlomový bod přišel, když se stal koncem roku 2013 rezidentem agentury YourMom, se kterou začal vystupovat po celé ČR. V roce 2015 se začal učit hudební produkci, což o rok později (2016) v kolaboraci s DJs a producenty Creepy Donuts přineslo první vyprodukovaný singl „Horrizn“.
Rok 2017 přinesl pomyslný titul nejbookovanějšího českého DJe, když během jednoho roku stihl odehrát 229 akcí. Tento pomyslný titul potvrdil i v roce 2018, kdy zvládl odehrát neuvěřitelných 293 akcí. Od roku 2018 do 2021 svou show jako jeden z mála českých DJs ozvláštňoval samplerem Pioneer DJS 1000, díky kterému přidával do setu extra zvuky a efekty. Zároveň se v roce 2018 dočkal i prvního vydaného klipu k singlu „Little Things“, který vyprodukoval s DJem a producentem Mikem Frostem. Klip brzy nasadila do rotace vysílání i největší česká hudební televize – Óčko TV.
V letech 2019 – 2021 se Stayer primárně zaměřil na produkci, což se odrazilo v celkově 31 vydaných skladbách. K desátému výročí svého působení jako DJ vydal debutové album „Never Ending Story“ se 16 skladbami.
Díky své produkci zaznamenal v žánru EDM řadu úspěchů, z nichž nejvýraznějším bylo vydání skladby „Clap“ na Hardwellově labelu Revealed Recordings. Tím se stal prvním z českých DJs, komu se toto povedlo. Kromě samotného Hardwella brzy zahrál jeho skladbu i Tiesto na Balaton Sound, dále pak MAKJ, Ummet Ozcan, Futuristic Polar Bears, Le Shuuk a další. S další produkcí přicházela další podpora a to i od ikon jako KSHMR, Nicky Romero, Alan Walker, Showtek, Brooks a dalších.

## Producent
Částečný přehled výsledků produkce a statistik umístění:

### Singly
- Stayer – Clap // Revealed Recordings (NL) – #54 beatport big room top 100
- Stayer & Musata – Getting Older // Musata Music (IR) – #1 beatport hype: mainstage top 100
- Stayer & Dubrush & Jean Luc – Titans // Musata Music (IR) – #12 beatport hype: mainstage top 100
- Stayer – Make Me Feel // Musata Music (IR)
- Stayer & Benlon – Hangover // Magic Records (USA)
- Stayer & Jean Luc ft. Hi-def – Waiting For You  // Peak Hour Music (USA)
- Exodus & Stayer feat. Kris Kiss – Volcano // Peak Hour Music (USA) – #52 beatport big room top 100
- Stayer – Right Now // Peak Hour Music (USA)
- Stayer ft. Joanna – Dreamers // Peak Hour Music (USA) – #20 beatport big room top 100
- Stayer & Jean Luc feat. OMZ – Never // Ensis Records (RO)
- Stayer – Without Your Love // Enforce Records (USA)
- Stayer feat. Chad kowal – The Other Kids // Saturn V Recordings (IT) – #34 beatport big room top 100
- Stayer – Ronin // Saturn V Recordings (IT) – #9 beatport big room top 100
- Stayer – Drop It // Saturn V Recordings (IT)
- Stayer & Niträm – Killer // Saturn V Recordings (IT)
- Jean Luc & Stayer – Orijental // Saturn V Recordings (IT) – #20 beatport big room top 100
- Stayer – Focus // Wolfrage Recordings (NL)
- Hearty 'N Everythings & Stayer – Dark Knight // Digital Empire Records (PE)
- Stayer – The Legend Is Back (Rocky) // Alveda Music (UK)
- Mike Frost & Stayer ft. Jasmin – Little Things // Melody Records (CZ/SK)
- Stayer & Creepy Donuts – Horrizn // free release

### Album
Never Ending Story // Musata Music (IR) – #4 beatport big room top 100
- 01 Stayer feat. Nino Lucarelli – Illuminate – #6 beatport big room top 100
- 02 Stayer & Jean Luc – Shotgun – #8 beatport big room top 100
- 03 Stayer – Dancefloor Stars – #17 beatport big room top 100
- 04 Stayer – Takin Over – #10 beatport big room top 100
- 05 Stayer – Oh Baby
- 06 Stayer – Seasons Go By – #15 beatport big room top 100
- 07 Stayer & Jean Luc feat. Elle Mariachi – Part Of You – #6 beatport big room top 100
- 08 Stayer – Soldier
- 09 Stayer – Go!
- 10 Stayer & Musata – 4ever – #7 beatport big room top 100
- 11 Stayer – Fogo
- 12 Stayer – Raindrops – #20 beatport big room top 100
- 13 Stayer – Black – #14 beatport big room top 100
- 14 Stayer – Faya
- 15 Stayer – Chakra
- 16 Stayer & nFix & Candice – Switch – #14 beatport big room top 100